# Don Pablo’s Animals
Don Pablo’s Animals war eine italienische Instrumentalband, die sich 1988 formierte.

## Werdegang
Der größte Erfolg des Projekts ist der Discotrack Venus, eine Coverversion des 1969er Shocking-Blue-Hits. Das Lied erreichte im Mai 1990 Platz 4 der englischen Hitparade und einen Monat später Platz 40 in Deutschland. Venus blieb der einzige Charthit von Don Pablo’s Animals. Bis 2002 gab es weitere Veröffentlichungen mit häufig wechselnden Besetzungen, darunter Coverversionen von The Doobie Brothers’ Long Train Running, Deep Purples Smoke on the Water, 10ccs I’m Not in Love und Dreadlock Holiday, Gino Soccios Magiy Fly sowie Bob Marleys Could You Be Loved.

## Diskografie

### Alben
- 1989: Ibiza
- 1990: Long Train Rappin’

### Singles
- 1988: Ibiza
- 1988: Ibiza 2
- 1988: Ibiza 3
- 1989: Movida / Broken Hearts
- 1989: Venus
- 1990: Long Train Rappin’ / A Different Story
- 1991: Ibiza ’91 / Smoke on the Water
- 1993: I’m Not in Love
- 1994: Birmania
- 1996: Magic Fly / Venus and Mars
- 1997: Dreadlock Holiday
- 1998: I Want to Do It
- 1998: Walking in the Rain
- 1998: Ganja Party
- 1999: Could You Be Loved Medley with Beloved
- 1999: I Miss You (5 O’Clock)
- 2000: Busindree Reel
- 2001: French Love
- 2002: Get Your Love (Don Pablo’s Animals meet Lady D)